# Родин, Борис Николаевич
Борис Николаевич Родин (в Великобритании Николай Борисович Коровин; 25 августа 1907 — 1976) — советский разведчик, генерал-майор.

## Биография
Родился в Москве в рабочей семье. Окончил школу 2-й ступени в городе Раменское. В 1927 пошел добровольцем в РККА. В 1928 окончил Военно-техническую школу ВВС, в 1928—1931 младший, затем старший авиатехник 54-й авиаэскадрильи. В 1930 вступил в ВКП(б). В 1937 закончил инженерный факультет Военно-воздушной академии имени Н. Е. Жуковского и был направлен на работу в разведывательное управление Красной армии.
Дважды выезжал в краткосрочные командировки за рубеж, а с 1939 по 1944 работал в США в резидентуре военной разведки. В начале 1947 переведён во внешнюю разведку и в ноябре того же года направлен в Англию в качестве заместителя главного резидента. Работал с тремя членами «кембриджской пятёрки», которые находились у него на связи.
В 1952—1956 работал в центральном аппарате разведки. В 1956—1961 резидент внешней разведки в Англии (оперативный псевдоним Коровин), в числе агентов его резидентуры находились Д. Блейк и Г. Лонсдейл. После возвращения в СССР работал начальником управления ПГУ КГБ при СМ СССР.

### Звания
- генерал-майор (1956).

### Награды
- орден Ленина;
- два ордена Красного Знамени;
- ордена Отечественной войны 1-й и 2-й степеней;
- орден Красной Звезды;
- медали.